# Stanley (rivière de Tasman)
Pour les articles homonymes, voir Stanley.

La rivière Stanley  (en anglais : Stanley River) est un cours  d’eau de la région de Tasman de l’Île du Sud de la Nouvelle-Zélande.

## Géographie
Elle s’écoule vers le sud-est à partir de ses sources dans la chaîne de Douglas et la chaîne d’Anatoki, atteignant la rivière  Waingaro  à 12 kilomètres à l’ouest de Upper Takaka.
Le petit lac Stanley a la rivière Stanley  à la fois comme apport et comme exutoire. La rivière Stanley coule sur toute sa longueur à l’intérieur du Parc national de Kahurangi.